# Leonhard Christoph Sturm
Leonhard Christoph Sturm (ur. 5 listopada 1669 w Altdorf bei Nürnberg; zm. 6 czerwca 1719 w Blankenburg (Harz)) – niemiecki pisarz, teoretyk architektury, teolog, profesor uniwersytetów w Jenie i Lipsku oraz Uniwersytetu Viadrina we Frankfurcie nad Odrą.

## Dzieła
- Nikolaus Goldmann Vollständige Anweisung zu der Civil Bau-Kunst herausgegeben von L.C. Sturm, Wolfenbüttel 1696
- Architektonisches Bedencken von der Protestantischen kleinen Kirchen Figur und Einrichtung, Hamburg 1712
- Vollständige Anweisung Grosser Herren Palläste, Augsburg 1718
- Vollständige Anweisung, alle Arten von regularen Prachtgebäuden nach gewissen Regeln zu erfinden, Augsburg 1716
- Vollständige Anweisung, alle Arten von Kirchen wohl anzugeben, 1718
- Vollständige Mühlen Baukunst..., 1718